# Lagoa do Caiado
Der Lagoa do Caiado ist der größte See der Azoreninsel Pico. Er liegt im Naturschutzgebiet Reserva Florestal Natural do Prainha auf 810 m Höhe am Fuße des Cabeço da Cruz (945 m) und nur etwa 300 m vom kleineren Lagoa Seca entfernt. Der eutrophe See ist 4,7 m tief und bedeckt eine Fläche von 5,4 ha.